# Erlen-Narrentasche
Die Erlen-Narrentasche, auch Erlen-Wucherling  (Taphrina alni) ist ein Schlauchpilz aus der Ordnung der Taphrinales. Er bildet Narrentaschen an Grau-Erlen und Schwarz-Erlen.

## Merkmale

### Makroskopische Merkmale
Die Erlen-Narrentasche wächst zunächst an den grünen Deckschuppen weiblicher Kätzchen von verschiedenen Erlenarten wie der Grau-Erle. Der Pilz verursacht Hypertrophien, dabei wächst eine zungen- bis lappenförmige, ungefähr 3 cm große Galle, die im Volksmund Narrentasche genannt wird. Sie ist innen hohl und zunächst grünlich, später leuchtend rot, im Alter dann braun gefärbt. Selten werden vom Pilz auch vegetative Sprosse befallen.

### Mikroskopische Merkmale

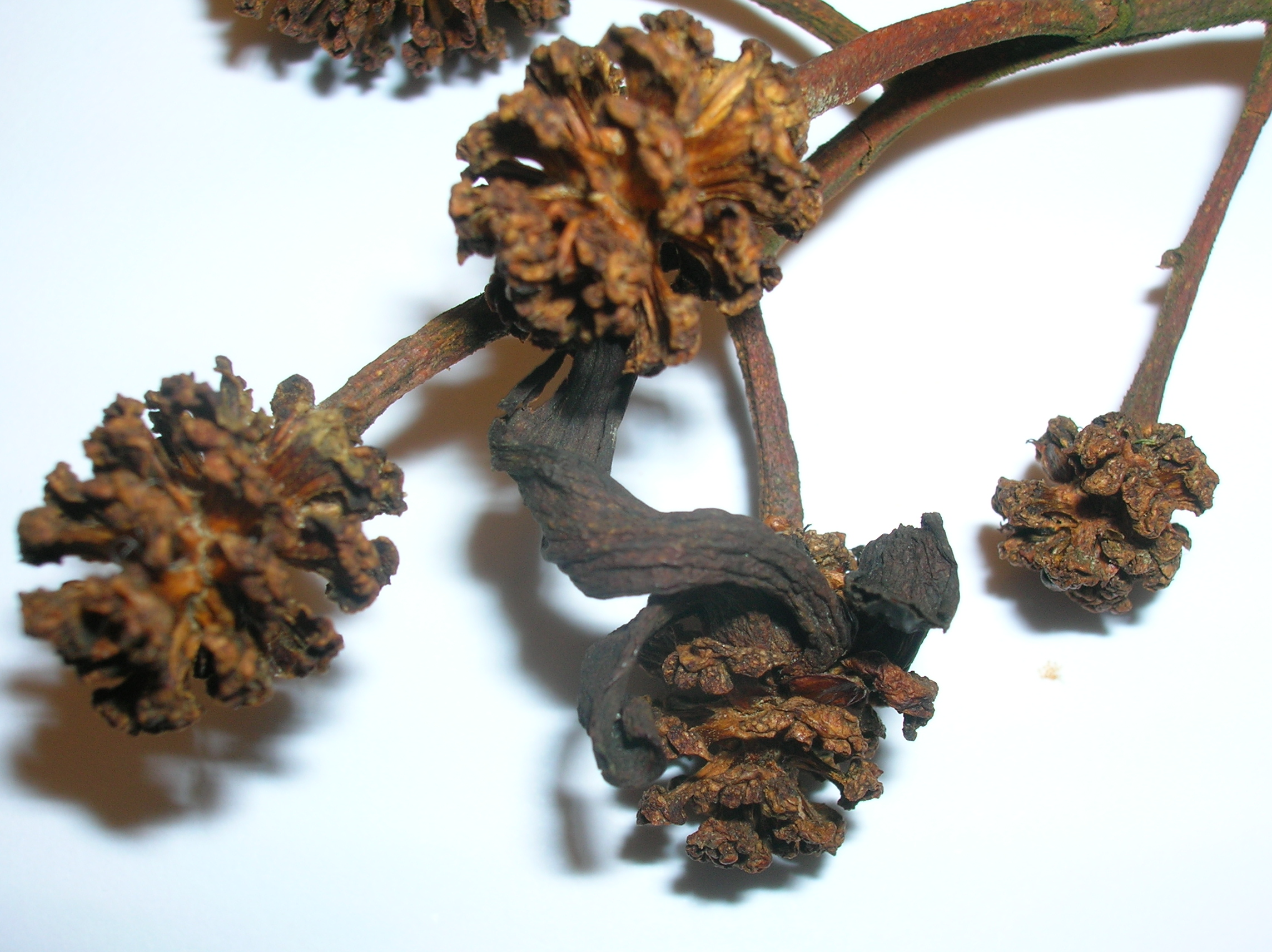
Ältere Galle auf Erlenkätzchen

Das Myzel wächst interzellulär unterhalb der Epidermis, ihre Asci brechen ohne eigentlichen Fruchtkörper zwischen den Epidermiszellen hervor. Sie sind zylindrisch, am Apex etwas abgestutzt und messen 18–53 × 10–23 Mikrometer. Sie besitzen immer acht eiförmige bis elliptische Sporen. Sie werden 6–8 × 3,5–6 Mikrometer groß. Oft knospen sie bereits im Ascus.

### Merkmale auf Nährmedien
Auf Hefe-Malz-Agar wächst der Pilz langsam, nach zwei Wochen ist die Kolonie cremefarben-pink und butterartig mit einer matten, glatten Oberfläche. Der pinke Farbton wird mit zunehmendem Alter der Kolonie intensiver.

## Vorkommen
Die Erlen-Narrentasche ist in West-, Nord- und Mitteleuropa auf Erlen weit verbreitet. es gibt auch Nachweise aus Nordamerika. Sie wächst in Mitteleuropa von Juli bis September und scheint in den Alpen und in Norddeutschland am häufigsten aufzutreten. Ihr Wachstum wird durch hohe Luftfeuchtigkeit begünstigt.

## Taxonomie
Die Erlen-Narrentasche wurde erstmals 1876 von Berkeley & Broome als Ascomyces alni beschrieben. 1966 wurde die Art als Taphrina alni von Gjaerum eingeordnet.